# Mohamed Ahmed-Chamanga
Mohamed Ahmed-Chamanga (geb. 1952 auf Ouani (Nzwani)) ist ein komorischer Sprachwissenschaftler, Schriftsteller, Politiker und Professor.
Sein Schwerpunkt liegt in der Verbreitung der Kultur der Komoren und 2006 stellte er sich als Kandidat zur Präsidentschaftswahl der Komoren.

## Leben
Mohamed Ahmed-Chamanga erwarb am Collège de Mutsamudu Abschlüsse in Swahili und Arabisch und reiste daraufhin nach Madagaskar und Frankreich, wo er Linguistik studierte. 1976 schuf er eine Methode das Shikomori (Komorische Sprache) zu transkribieren. Er verfasste zahlreiche Artikel über diese Sprache. Auch seine Doktorarbeit «Le Shindzuani (Comores): Phonologie, morphologie, lexique» von 1991 widmet sich dieser Sprache. In diesem Zusammenhang hat er auch zahlreiche Märchen der Komoren übersetzt.
Er war Professor für Komorisch am Institut national des langues et civilisations orientales (INALCO) in Paris, und Mitarbeiter am Centre National de Documentation et de Recherche Scientifique (CNDRS, Moroni & Ouani) und Professor der Université des Comores seit ihrer Gründung.